# Palace of Placentia

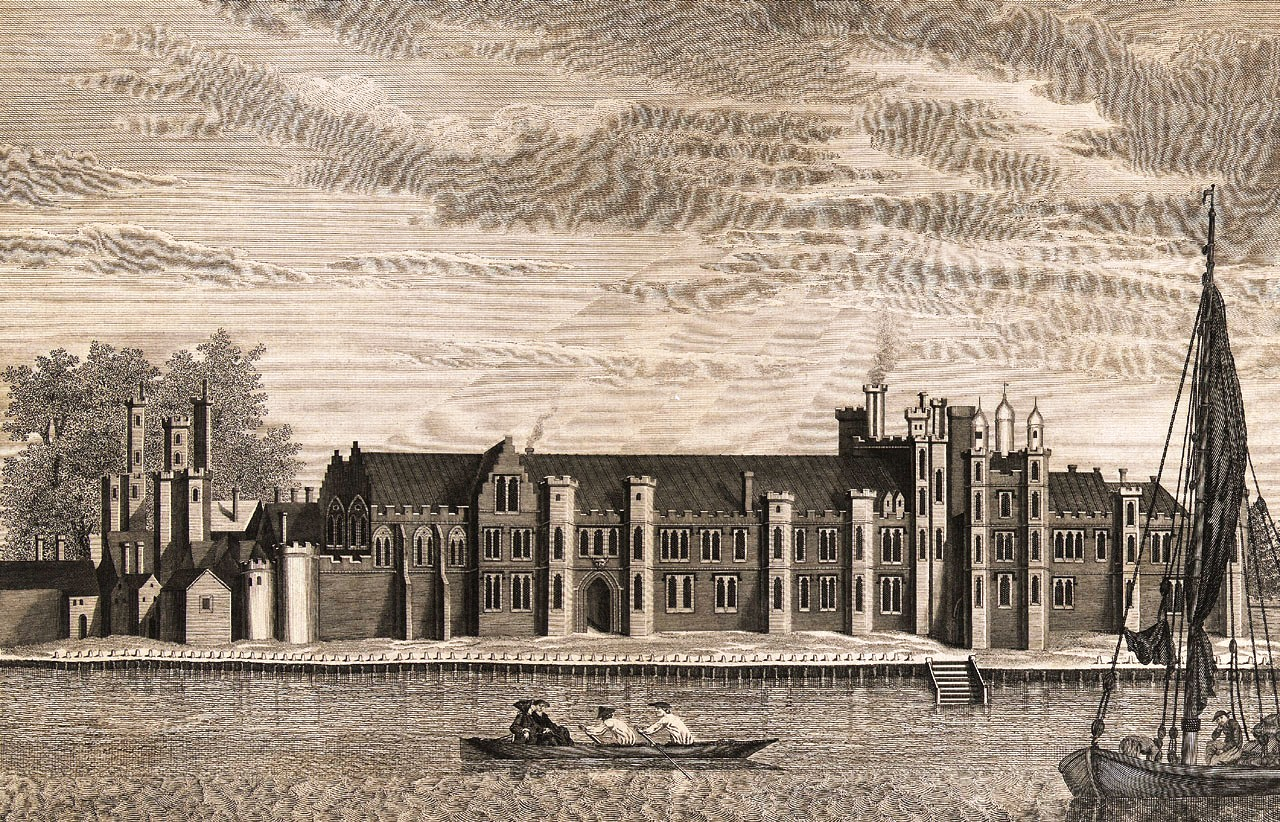
Palace of Placentia.

Palace of Placentia, även kallat Greenwich Palace, var ett engelskt kungligt slott som byggdes av Humphrey, hertig av Gloucester 1428 i Greenwich, London på stränderna av Themsen. Slottet var en populär kunglig bostad under 1400- och 1500-talen. Det revs och ersattes av Greenwich Hospital i slutet av 1600-talet.

## Historia
Hertig Humphrey var regent under Henrik VI, och byggde slottet under namnet Bella Court. 1447 föll Humphrey i onåd hos den nya drottningen, Margareta av Anjou, och arresterades för högförräderi. Han dog i fängelset - Shakespeare säger att han blev mördad - och Margareta tog över Bella Court och döpte om det till Palace of Placentia, ibland skrivet Palace of Pleasaunce.
Slottet fortsatte att vara det huvudsakliga kungliga slottet under de följande århundradet. Det var födelseplats för kung Henrik VIII 1491 och spelade en viktig roll i hans liv. Sedan han gift sig med Katarina av Aragonien blev Placentia födelseplats för drottning Maria Tudor (senare drottning Maria I) i februari 1516. Efter hans giftermål med Anne Boleyn föddes hans dotter, senare drottning Elisabet I, i Placentia 1533; Anne Boleyn arresterades där 1536, och han gifte sig med Anna av Kleve där 1540. Ett träd i Greenwich Park är känt som drottning Elisabets ek (Queen Elizabeth's Oak), där hon sägs ha lekt som barn. Både Maria och Elisabet bodde ofta i Placentia, som fortfarande tillhörde de huvudsakliga kungapalatsen under deras respektive regeringstider. 
Under Jakob I:s och Karl I:s regeringar uppfördes Queen's House söder om slottet, som kom att ersätta det. Placentia förföll under det engelska inbördeskriget, och användes som kexfabrik och krigsfångläger. År 1660 beslöt Karl II att återuppbygga slottet och anlitade John Webb som arkitekt, men den enda delen av slottet som fullbordades var den östra utsträckningen av det nuvarande King Charles Block. Resten av slottet revs, och platsen förblev tom tills Greenwich Hospital började uppföras i slutet av 1600-talet.